# Odon Debeaux
 (février 2018).
Si vous disposez d'ouvrages ou d'articles de référence ou si vous connaissez des sites web de qualité traitant du thème abordé ici, merci de compléter l'article en donnant les références utiles à sa vérifiabilité et en les liant à la section « Notes et références ».
Odon Debeaux (né Jean Odon Debeaux à Agen le 4 août 1826 et mort le 20 février 1910 à Toulouse) est un pharmacien militaire, botaniste, malacologue et explorateur français.

## Biographie
Après l'obtention de son diplôme de pharmacien à l'École de Pharmacie de Paris en 1854, Debeaux refuse un internat au concours des Hôpitaux de Paris, pour se diriger vers une carrière dans la pharmacie de l'armée.
Ses diverses affectations, notamment en Algérie et en Chine de 1860 à 1862, sont l'occasion de prospections botaniques et malacologiques qui débouchent sur la publication de plusieurs articles Florule du Tché-Foû (Province du Chan-Tong) et Florule de Shang-Haï (Province de Kiang-Sou), d'un Essai sur la pharmacie et la matière médicale des Chinois[réf. nécessaire] qui lui vaut en 1866 une récompense de 500 francs sur le prix Barbier de l'Académie des sciences (une récompense égale va à Charles Lailler ; le prix lui-même est de 3 000 francs), et de Notes sur les principales matières tinctoriales des Chinois.
Il s'intéresse à l'étude de la flore dans le oud-ouest de la France et publie une édition revue de la Flore Agenaise de Boudon de Saint-Amans. On lui doit aussi plusieurs contributions sur les roses dans les Pyrénées-Orientales.

## Distinctions
- Officier de la Légion d'honneur.

## Principales œuvres
- Catalogue des plantes observées dans le territoire de Boghar (Algérie), Bordeaux, Imprimerie et Librairie Maison Lafargue, 1861, 121 p. (Google Books)
- Description d'une espèce nouvelle de Rose de la Section des Synstylées suivie de quelques observations sur les Roses du groupe R. Sempervirentis qui croissent dans les Pyrénées-Orientales, dans Bulletin de la Société Agricole, Scientifique et Littéraire des Pyrénées-Orientales, 1875, vol. XXI, 17 p.
- Recherches sur la Flore des Pyrénées-Orientales : Matériaux pour servir à l'étude Monographique des Rosiers qui croissent dans les Pyrénées-Orientales, dans Bulletin de la Société Agricole, Scientifique et Littéraire des Pyrénées-Orientales, 1878, vol. XXIII, 32 p.
- Les régions botaniques de l'arrondissement d'Oran (Algérie), dans Bulletin de la Société d'Histoire Naturelle de Toulouse, 1890, 25 p.
- Flore de la Kabylie du Djurdjura ou catalogue méthodique et raisonné de toutes les plantes vasculaires et spontanées observées jusqu'à ce jour dans cette contrée, Paris, Paul Klincksieck, 1894, 468 p.
- Révision de la Flore Agenaise suivie de la Flore du Lot-et-Garonne avec un portrait de Boudon de Saint-Amans, Paris, Paul Klincksieck, 1898, 645 p.